# باندورائية نورنبرغية
باندورائية نورنبرغية (الاسم العلمي: Pandoraea norimbergensis) هي نوع من البكتيريا، سلبية الغرام، تتبع جنس الباندورائيات.